# Carlo di Provenza
Carlo di Provenza (845 circa – Lione, 25 gennaio 863) fu re di Provenza dall'855 alla sua morte.

## Origine
Era il figlio maschio terzogenito del re d'Italia (822-850), poi imperatore d'Occidente e re di Lotaringia (840-855), Lotario I (795-† 855) e di Ermengarda di Tours (?-† 851), figlia di Ugo di Tours, membro della famiglia degli Eticonidi, che vantavano la loro discendenza dai re merovingi. Carlo era nipote quindi di Ludovico il Pio (778-† 840, imperatore d'Occidente dall'814) e di Ermengarda di Hesbaye (780-† 818).

## Biografia

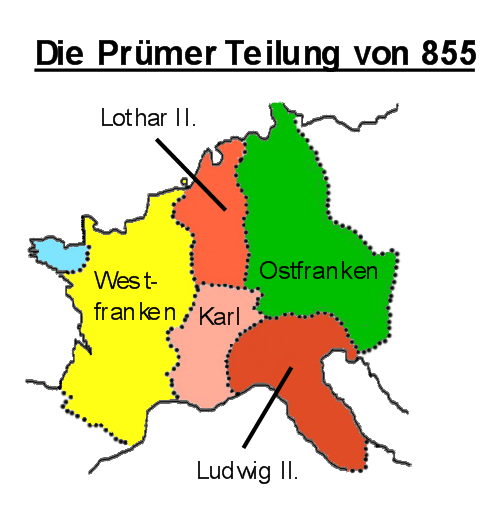
L'impero carolingio, dopo la divisione del regno di Lotaringia (Ripartizione di Prüm, avvenuta poco prima della morte di Lotario I, nell'855). In rosa, i territori di Carlo

Secondo il cronista Reginone, Carlo, nell'851, ancora bambino, rimase orfano di madre.
Nell'855, il padre, Lotario I, si ammalò seriamente e, disperando della guarigione, rinunciò al trono e si fece monaco nell'abbazia di Prüm; prima di morire, secondo Reginone, con la Ripartizione di Prüm divise il suo regno, la Lotaringia, tra i tre figli:
- a Ludovico (o Luigi) II (825 – 875), primogenito, furono confermati il trono d'Italia (era già re d'Italia) ed il titolo imperiale (era già co-Imperatore)
- a Lotario II (835 - 869), secondogenito, spettarono, oltre che la Frisia, i territori compresi tra il fiume Reno a est, il fiume Schelda ad ovest e i monti Giura (con la Borgogna Cisgiurana) e la Savoia, inclusi, a sud, col titolo di re di Lotaringia
- a Carlo, terzogenito, toccarono la Provenza, Lione e la Borgogna Transgiurana, con il titolo di re di Provenza[4].

Carlo era ancora un bambino e, secondo gli Annales Bertiniani, era anche epilettico, per cui i suoi fratelli maggiori, a Orbe, cercarono di convincerlo a rinunciare al regno che il padre gli aveva destinato ed a farsi tonsurare, ma i nobili provenzali si ribellarono a tale proposta (secondo gli Annales Bertiniani per la mancanza di accordo tra i fratelli maggiori) e Carlo mantenne il trono.
Tra l'856 e l'860 vi sono due documenti di due donazioni fatte rispettivamente alla chiesa di Villeurbanne, su richiesta del reggente, Gerardo, conte di Vienne, ed alla chiesa di Orange, su richiesta del conte di Arles, Fulcrado.
Nell'858 aveva trovato un accordo con il fratello Lotario II per l'eredità del regno di Provenza, nel caso che Carlo fosse morto senza eredi, con un trattato che garantiva il regno a Lotario in cambio della cessione di alcuni territori al fratello,.
Nell'860 sconfisse lo zio Carlo il Calvo, che voleva sottrargli il regno.
Nello stesso anno, il giorno della Pentecoste, Carlo incontrò i fratelli Ludovico e Lotario nella chiesa di San Castore, fuori le mura di Coblenza, e stipulò con loro un trattato di pace, la pace di Coblenza, destinato però a essere infranto già nell'869.
Carlo si disinteressò del problema, sorto nell'860, del divorzio di suo fratello Lotario II.
Carlo, oppresso dalla malattia, morì nell'863, senza eredi, a Lione, dove fu tumulato nella chiesa di San Pietro.
Il fratello Ludovico II, re d'Italia e imperatore, si precipitò in Provenza e, con l'appoggio dei maggiorenti, si appropriò del regno. L'altro fratello, Lotario II, al quale, secondo l'accordo dell'858 tra Carlo e Lotario sarebbe dovuto toccare il regno di Provenza, venuto a conoscenza della cosa arrivò in Provenza. La guerra fu evitata con un accordo in cui Ludovico assunse il titolo regale, mentre una parte dei territori della Borgogna Transgiurana, appartenuti al defunto Carlo, venne assegnata a Lotario.

## Discendenza
Di Carlo non si conosce alcuna discendenza.

## Ascendenza
|                       |                         |                       | Genitori            |  |  | Nonni |  |  | Bisnonni    |  |  | Trisnonni       |  |
|                       |                         |                       |                     |  |  |       |  |  | Carlo Magno |  |  | Pipino il Breve |  |
|                       |                         |                       |                     |  |  |       |  |  | Carlo Magno |  |  | Pipino il Breve |  |
|                       |                         | Bertrada di Laon      |                     |  |  |       |  |  | Carlo Magno |  |  |                 |  |
| Ludovico il Pio       |                         |                       |                     |  |  |       |  |  | Carlo Magno |  |  |                 |  |
|                       |                         | Ildegarda             | Geroldo di Vintzgau |  |  |       |  |  |             |  |  |                 |  |
|                       |                         | Ildegarda             | Geroldo di Vintzgau |  |  |       |  |  |             |  |  |                 |  |
|                       |                         | Ildegarda             | Emma d'Alemannia    |  |  |       |  |  |             |  |  |                 |  |
| Lotario I             |                         | Ildegarda             |                     |  |  |       |  |  |             |  |  |                 |  |
|                       |                         | Ingramm di Hesbaye    | Sigram di Hesbaye   |  |  |       |  |  |             |  |  |                 |  |
|                       |                         | Ingramm di Hesbaye    | Sigram di Hesbaye   |  |  |       |  |  |             |  |  |                 |  |
|                       |                         | Ingramm di Hesbaye    | …                   |  |  |       |  |  |             |  |  |                 |  |
| Ermengarda di Hesbaye |                         | Ingramm di Hesbaye    |                     |  |  |       |  |  |             |  |  |                 |  |
|                       |                         | Rotrude               | …                   |  |  |       |  |  |             |  |  |                 |  |
|                       |                         | Rotrude               | …                   |  |  |       |  |  |             |  |  |                 |  |
|                       |                         | Rotrude               | …                   |  |  |       |  |  |             |  |  |                 |  |
| Carlo di Provenza     |                         | Rotrude               |                     |  |  |       |  |  |             |  |  |                 |  |
|                       | Liutfrido II di Sundgau | Liutfrido I d'Alsazia |                     |  |  |       |  |  |             |  |  |                 |  |
|                       | Liutfrido II di Sundgau | Liutfrido I d'Alsazia |                     |  |  |       |  |  |             |  |  |                 |  |
|                       | Liutfrido II di Sundgau | Iltrude               |                     |  |  |       |  |  |             |  |  |                 |  |
| Ugo di Tours          | Liutfrido II di Sundgau |                       |                     |  |  |       |  |  |             |  |  |                 |  |
|                       |                         | Iltrude di Wormsgau   | …                   |  |  |       |  |  |             |  |  |                 |  |
|                       |                         | Iltrude di Wormsgau   | …                   |  |  |       |  |  |             |  |  |                 |  |
|                       |                         | Iltrude di Wormsgau   | …                   |  |  |       |  |  |             |  |  |                 |  |
| Ermengarda di Tours   |                         | Iltrude di Wormsgau   |                     |  |  |       |  |  |             |  |  |                 |  |
|                       |                         | …                     | …                   |  |  |       |  |  |             |  |  |                 |  |
|                       |                         | …                     | …                   |  |  |       |  |  |             |  |  |                 |  |
|                       |                         | …                     | …                   |  |  |       |  |  |             |  |  |                 |  |
| Ava/Bava              |                         | …                     |                     |  |  |       |  |  |             |  |  |                 |  |
|                       |                         | …                     | …                   |  |  |       |  |  |             |  |  |                 |  |
|                       |                         | …                     | …                   |  |  |       |  |  |             |  |  |                 |  |
|                       |                         | …                     | …                   |  |  |       |  |  |             |  |  |                 |  |
|                       |                         | …                     |                     |  |  |       |  |  |             |  |  |                 |  |

### Fonti primarie
- (LA)  Monumenta Germanica Historica, tomus primus.
- (LA)  Annales Bertiniani.

### Letteratura storiografica
- René Poupardin, I regni carolingi (840-918), in Storia del mondo medievale, volume II, Cambridge, Cambridge University Press, 1979,  pp. 807-821.
- Louis Halphen, Il regno di Borgogna, in Storia del mondo medievale, volume II, Cambridge, Cambridge University Press, 1979,  pp. 583-635.